# Diocesi di Lafayette
La diocesi di Lafayette (in latino: Dioecesis Lafayettensis) è una sede della Chiesa cattolica negli Stati Uniti d'America suffraganea dell'arcidiocesi di New Orleans. Nel 2021 contava 323.568 battezzati su 645.560 abitanti. È retta dal vescovo John Douglas Deshotel.

## Territorio
La diocesi comprende 7 parrocchie civili della Louisiana, negli Stati Uniti d'America: Acadia, Evangeline, Iberia, Lafayette, St. Landry, St. Martin, Vermilion. Comprende inoltre la parte occidentale della parrocchia di St. Mary.
Sede vescovile è la città di Lafayette, dove si trova la cattedrale di San Giovanni Evangelista (Saint John the Evangelist).
Il territorio si estende su 14.962 km² ed è suddiviso in 122 parrocchie.

## Storia
La diocesi è stata eretta l'11 gennaio 1918 con la bolla A multis iam annis di papa Benedetto XV, ricavandone il territorio dall'arcidiocesi di New Orleans.
Il 30 ottobre 1959, con la lettera apostolica Caelesti coruscans, papa Giovanni XXIII ha proclamato la Vergine Immacolata patrona principale e San Giovanni Maria Vianney patrono secondario della diocesi.
Il 29 gennaio 1980 ha ceduto una porzione del suo territorio a vantaggio dell'erezione della diocesi di Lake Charles.

## Cronotassi dei vescovi
Si omettono i periodi di sede vacante non superiori ai 2 anni o non storicamente accertati.
- Jules Benjamin Jeanmard † (18 luglio 1918 - 13 marzo 1956 dimesso[2])
- Maurice Schexnayder † (13 marzo 1956 - 7 novembre 1972 ritirato)
- Gerard Louis Frey † (7 novembre 1972 - 13 maggio 1989 ritirato)
- Harry Joseph Flynn † (15 maggio 1989 succeduto - 24 febbraio 1994 nominato arcivescovo coadiutore di Saint Paul e Minneapolis)
- Edward Joseph O'Donnell † (8 novembre 1994 - 8 novembre 2002 dimesso)
- Charles Michael Jarrell (8 novembre 2002 - 17 febbraio 2016 ritirato)
- John Douglas Deshotel, dal 17 febbraio 2016

## Statistiche
La diocesi nel 2021 su una popolazione di 645.560 persone contava 323.568 battezzati, corrispondenti al 50,1% del totale.
| anno | popolazione | popolazione | popolazione | presbiteri | presbiteri | presbiteri | presbiteri                | diaconi | religiosi | religiosi | parrocchie |
| anno | battezzati  | totale      | %           | numero     | secolari   | regolari   | battezzati per presbitero | diaconi | uomini    | donne     | parrocchie |
| ---- | ----------- | ----------- | ----------- | ---------- | ---------- | ---------- | ------------------------- | ------- | --------- | --------- | ---------- |
| 1950 | 295.000     | 460.000     | 64,1        | 206        | 112        | 94         | 1.432                     |         | 190       | 342       | 102        |
| 1966 | 385.706     | 677.738     | 56,9        | 300        | 190        | 110        | 1.285                     |         | 163       | 584       | 145        |
| 1970 | 397.021     | 708.333     | 56,1        | 286        | 185        | 101        | 1.388                     |         | 146       | 452       | 150        |
| 1976 | 409.263     | 706.187     | 58,0        | 236        | 115        | 121        | 1.734                     |         | 184       | 428       | 154        |
| 1980 | 399.348     | 774.307     | 51,6        | 298        | 184        | 114        | 1.340                     | 34      | 163       | 410       | 155        |
| 1990 | 323.478     | 546.851     | 59,2        | 202        | 133        | 69         | 1.601                     | 55      | 111       | 206       | 121        |
| 1999 | 336.746     | 559.055     | 60,2        | 213        | 158        | 55         | 1.580                     | 47      | 31        | 173       | 121        |
| 2000 | 353.861     | 546.000     | 64,8        | 200        | 142        | 58         | 1.769                     | 51      | 94        | 161       | 121        |
| 2001 | 353.861     | 546.000     | 64,8        | 194        | 136        | 58         | 1.824                     | 74      | 93        | 151       | 121        |
| 2002 | 331.186     | 568.154     | 58,3        | 213        | 159        | 54         | 1.554                     | 73      | 85        | 140       | 121        |
| 2003 | 325.422     | 568.154     | 57,3        | 200        | 148        | 52         | 1.627                     | 69      | 88        | 133       | 121        |
| 2004 | 322.349     | 568.154     | 56,7        | 186        | 142        | 44         | 1.733                     | 67      | 90        | 156       | 121        |
| 2013 | 330.000     | 629.000     | 52,5        | 190        | 151        | 39         | 1.736                     | 95      | 67        | 134       | 121        |
| 2016 | 336.357     | 642.502     | 52,4        | 205        | 147        | 58         | 1.640                     | 80      | 78        | 112       | 121        |
| 2019 | 341.115     | 651.600     | 52,4        | 208        | 153        | 55         | 1.639                     | 111     | 81        | 106       | 121        |
| 2021 | 323.568     | 645.560     | 50,1        | 213        | 151        | 62         | 1.519                     | 113     | 78        | 98        | 122        |

## Istituti religiosi presenti in diocesi
Nel 2013 contavano case in diocesi le seguenti famiglie religiose:
- Carmelitane scalze
- Compagnia di Gesù
- Congregazione olivetana
- Francescane missionarie di Nostra Signora
- Fratelli delle scuole cristiane
- Maestre pie dell'Addolorata
- Missionarie della carità
- Missionarie serve della Santissima Eucaristia
- Ordine dei frati minori

- Società del Sacro Cuore di Gesù
- Suore del Santissimo Sacramento
- Suore della Divina Provvidenza
- Suore della Provvidenza
- Suore della Sacra Famiglia di New Orleans
- Suore di Nostra Signora del Monte Carmelo
- Suore Marianite di Santa Croce
- Suore scolastiche di Nostra Signora